# 針夢廃墟
「針夢廃墟」（はりゆめはいきょ）は、清水愛の2枚目（通算3作目）のシングル。2005年2月24日にMellow Headから発売された。

## 概要
- 作曲・編曲は、kukuiのmyu・refioが前作に引き続き手掛けている。
- 付属DVDには、「針夢廃墟」のPVが収録されている。

## 収録曲
（全作詞：畑亜貴、作曲：myu、編曲：refio）
1. 針夢廃墟 [4:06]
2. Arachnophobia [4:17]
3. 針夢廃墟（off vocal）
4. Arachnophobia（off vocal）

DVD
1. 針夢廃墟（Music Clip）